# 渋谷昌三
渋谷 昌三（しぶや しょうぞう、1946年11月23日　- ）は、日本の社会心理学者・エッセイスト。学位は、文学博士（東京都立大学・1977年）（学位論文「対人場面におけるパーソナル・スペースの役割」）。目白大学名誉教授。

## 来歴
神奈川県厚木市出身。神奈川県立厚木高等学校、学習院大学理学部化学科を経て、1972年学習院大学文学部哲学科卒業、1977年東京都立大学大学院人文科学研究科心理学専攻博士課程満期退学、「対人場面におけるパーソナル・スペースの役割」で東京都立大学より文学博士の学位を取得。学習院大学助手、山梨医科大学助教授、山梨医料大学教授を経て、2001年目白大学社会学部社会情報学科教授、大学院心理学研究科教授。2017年定年退職、現在目白大学名誉教授。
一般向けの著書を460冊以上刊行、中国・韓国・台湾・タイなどで55冊以上の著書が翻訳されている。

## 著書
- 『テリトリー感覚を生かすなわばりの深層心理』創拓社(バクの本)1983
- 『心理実験室 試してみよう心の不思議』創拓社(バクの本)1984
- 『心理学雑学事典』日本実業出版社 1985
- 『近接心理学のすすめ』講談社 1986
- 『必ず説得できる本 相手の心理を読みくどきその気にさせる』日本実業出版社 1986
- 『強者を屈服させる虚をつく心理術 ビジネスマンの出世作戦』ベストセラーズ(ワニの本)1986
- 『プロ野球こんな見方があったのか 形態心理学によるやさしい人心読解術』ネスコ 1987
- 『しぐさ・動作・ふるまいの心理学』日本実業出版社 1988
- 『聞き上手の心理学 つきあい上手になるために』講談社ブルーバックス 1988
- 『心理学分析人心収攬法』日本実業出版社 1988
- 『頼み方にはコツがある 渋る相手に思わず“イエス"と言わせる心理術』ごま書房 1989
- 『ゆかいな心理学無用の雑学知識 なぜ“美女は3日で飽きる"のか?』ベストセラーズ(ワニ文庫) 1989
- 『度胸がつく本 あなたはなぜ、そんなにオドオド・ビクビクしているのか』ごま書房(ゴマブックス) 1990
- 『おもしろ心理実験室 人の本音を透視する本 なぜ人は“えこひいき"するのか?!』青春出版社(青春best文庫) 続 1990
- 『忘れ方の技術 頭をイキイキさせ、発想を豊かにするために』ごま書房 1990
- 『人と人との快適距離 パーソナル・スペースとは何か』日本放送出版協会(NHKブックス)1990
- 『恋愛心理の秘密 タダの友だちで終わらせないための49の心理効果』大和書房 1991　『「好きにさせる」心理学』だいわ文庫
- 『管理職が読む心理学 リーダーシップの心得』日本経済新聞社 1991 「上司が読む心理学」日経ビジネス人文庫
- 『思いどおりに人を動かす法 心理学応用 相手のこころを読み、意見・感情・行動を操る心理戦術』日本実業出版社(エスカルゴ・ブックス) 1991
- 『男と女の心理テスト 聞きたいけど聞けない、相手のホンネがズバリわかる』ごま書房(ゴマブックス)1991
- 『図説男と女の心理おもしろ事典』三笠書房 1991 のち知的生き方文庫
- 『頭にやさしい心理読本 上級ビジネスマンのためのハウツウ書』同文書院 1991 「心理学が使える人が成功する」PHP文庫
- 『おもしろ心理ゲーム』三笠書房知的生き方文庫、1992
- 『しぐさでわかる恋愛心理 恋のニュアンスを読み解く本』大和書房 1992
- 『すぐ役立つおもしろ心理学』三笠書房知的生きかた文庫 1992　『相手の気持ちが「その場」で見えてくる心理学』三笠書房
- 『一目惚れの心理 恋も仕事も初対面で決まり!』同文書院 1992 「第一印象で相手の心をつかむ本」PHP文庫
- 『仕事がうまくいく心理学 できる社員の人間関係』日本経済新聞社 1992 のちPHP文庫
- 『心理おもしろ実験ノート』三笠書房知的生きかた文庫　1992　改題『電車で楽しむ心理学の本』
- 『外見だけで人を判断する技術 うまく使おう上級心理術!』同文書院 1992 のちPHP文庫
- 『謎解き心理読本 あの人の心をもっと知りたい』同文書院(快楽脳叢書)1992
- 『こころをつかむ心理薬』主婦と生活社 1992
- 『恋愛トラブルの心理学 ケンカもできない恋なんてつまらない』大和書房 1992.12
- 『心をつかむ心理学 なぜこの人に魅力があるのか』三笠書房(知的生きかた文庫) 1993
- 『駆け引きと裏読みの技術 根回し、会議、接待のビジネス心理』同文書院 1993 のちPHP文庫
- 『冬彦さんの研究 彼の気持ちや行動が手にとるようにわかるマザコン病理学』ごま書房 1993
- 『隠れた自分がわかる心理学 きっと自分を好きになる』主婦と生活社 1993 「かくれた自分がわかる心理テスト」(PHP文庫、『怖いくらい「本当の自分」がわかる心理テスト』PHP文庫
- 『ビジネス心理戦に勝つ 会議・商談・交渉・説得』日本実業出版社 1993
- 『対人関係で度胸をつける技術』同文書院 1993 のちPHP文庫
- 『恋のレッスンA to Z 彼のこころがわかる』大和書房 1993
- 『読めばラクになる人づきあいに効く「クスリ」 嫌いな相手とうまくいく43の方法』PHP研究所 1994
- 『幸運を招く心理学 あなたのツキを奪う「不幸の5原則」』ごま書房 1994
- 『自分を高める心理学 ビジネス・ストレスを味方につけろ』太陽企画出版 1994
- 『コンプレックスを武器にする 成功するための人間進化論』マガジンハウス 1995
- 『良い言い訳悪い言い訳 他人の心と性格がわかる本』経済界 1995 「「言い訳」が許される人の心理学」成美文庫
- 『面接完全OKの鉄則 深層心理アプローチ』出版館ブック・クラブ 1996
- 『人はなぜウソをつくのか 悪いウソ、善いウソを見きわめる心理学』河出書房新社Kawade夢新書)1996 「ウソつきの心理学」Kawade夢文庫
- 『「超」記憶術』ごま書房(ゴマブックス)1996
- 『彼の本音がわかる恋のテストブック』ごま書房(Goma books)1996
- 『心理操作ができる本』三笠書房 1996 のち知的生き方文庫
- 『ギャンブルの魔力』ごま書房(ゴマブックス)1996
- 『渋谷昌三先生の幸福の方程式』ごま書房 1997
- 『心理実験で人の心を科学する』河出書房新社(Kawade夢新書)1997　『ココロの不思議を解く心理実験室 謎に満ちた、人間の"心の内側"に迫る イラスト図解版』夢の設計社 企画・編集 河出書房新社 2012
- 『「こころ」の発見 “本当の自分"はどんな人間か?』文香社 1998
- 『あらゆる人間関係は恋愛関係である』新講社 1998 改題「「人間関係」でもう悩まない!」
- 『しぐさでわかる恋愛心理 恋のニュアンスを読み解く本』大和書房 1999 のち講談社+α文庫
- 『しぐさ・ふるまいでわかる相手の心理』日本実業出版社 1999
- 『手にとるように心理学がわかる本』かんき出版 1999
- 『コップ半分の水』ごま書房(ゴマブックス)1999
- 『なぜ、この人に部下は従うのか』東洋経済新報社 1999
- 『電車で楽しむ心理学の本』三笠書房(知的生きかた文庫)1999
- 『不安に負けない心理学』扶桑社 1999
- 『自分の「居場所」をつくる人、なくす人』PHP研究所 1999
- 『しぐさで人の気持ちをつかむ技術 表情、くせ、そぶりの心理学』新講社 1999 のちPHP文庫
- 『つきあいベタさようなら そつなく人と接し、自分をうまく伝える心理法則』日本実業出版社 2000
- 『ちょっと大人の誘導尋問』青春出版社 2000
- 『男の深層心理 本音を読み取り愛を勝ち取る心理テクニック』はまの出版 2000
- 『性格が怖いくらいわかるお酒診断』三笠書房知的生きかた文庫 2000
- 『幸運をつかむ人の心理学』文香社 2000 改題「ラッキーな女になる」
- 『外見だけで人は見抜ける』PHP研究所 2000 「外見だけで人を判断する技術」文庫
- 『度胸をつける心理学』ロングセラーズ 2000
- 『プロ野球「しぐさ」の深読み心理学』新講社 2000
- 『つらい体験をプラスに変える心理学 ストレスに強い人、弱い人』成美文庫 2000
- 『「その一言」で相手を判断する法』三笠書房(知的生きかた文庫)2000　『「話し方」で相手の心の9割がわかる!』王様文庫
- 『どんな相手とも「いい関係」が築ける心理学 対人関係のベストポジションを掴む!』PHPエディターズ・グループ 2000
- 『得するしぐさダメなしぐさ』新講社 2001　『顔だけで人を判断する技術』ワイド新書
- 『その人のひと言から本心をウラ読みする方法』河出書房新社(Kawade夢新書)2001
- 『好かれるしぐさ嫌われるしぐさ』新講社 2001 「好かれる人の「しぐさ」の法則」成美文庫、「人に嫌がられるしぐさ、人に好かれるしぐさ」ワック
- 『カンタン人間心理のタネ明かし あなたの「日常生活」がキーワード』メディアファクトリー 2002
- 『<心理捜査>のテクニックで「人の心」が読める本』三笠書房 2002
- 『仕事ができる人はこう動く』新講社、2002　『20代のうちに身につけたい人を動かす仕事力』ワイド新書
- 『気になる相手の気持ちが一瞬でわかる本』アーク出版 2003　『1秒で相手を読む心理術』静山社文庫
- 『人に「好印象を与える人」はここが違う』新講社 2002 のちぶんか社文庫,『感じのいい人の「自分の見せ方」84の法則』ワイド新書
- 『心理学講義 人間関係を円滑に、そして心のやすらぎを得るために』ナツメ社 2002
- 『賢い老いの心理学』第三文明社 2002
- 『リーダーシップのある人、ない人』PHP研究所 2003 のち文庫
- 『すぐに使える!心理学』PHP研究所 2003 のち文庫、『「図解」すぐに使える!心理学』
- 『たった一言で相手の心が読める 言い訳の深層心理』経済界(リュウ・ブックスアステ新書)2003
- 『「図説」外見だけで人を見抜く技術』PHP研究所 2003
- 『恋のからくり心理学』河出書房新社(Kawade夢文庫) 2003
- 『「口癖ひとつ」でその人がわかる』新講社 2003
- 『面白いほどうまくいく心理戦術』東洋経済新報社 2003
- 『謝罪の技術』ダイヤモンド社 2003
- 『あなたはなぜ段取りが悪いのか 要領がよくなる心理学』アスペクト 2003　改題『段取りがよくなる心理法則』2009
- 『幸せをつかむ"気づき"の恋愛心理学』アーク出版 2003　『愛される人のコミュニケーション術』静山社文庫
- 『「できる上司」は部下のどこを見ているのか』大和書房 2003
- 『ふしぎな心理実験室』河出書房新社(Kawade夢新書)2004
- 『「なぜか人に好かれる人」のたったこれだけの技術』新講社 2004　『なぜか「人に好かれる人」の行動グセ』ワイド新書
- 『ピンピン・コロンの心理学 サクセスフル・エイジング読本』ぶんか社 2004
- 『「他人が読める」と面白い』新講社 2004
- 『恋にグズな男、男のホンネが読めない女』新講社 2004
- 『「上司が読める」と面白い』新講社 2004 のちPHP文庫
- 『覚えて使う心理学的に正しい「この一言」』東洋経済新報社 2004 『人を動かす「ひと言」心理学』中経の文庫
- 『図解雑学 深層心理』ナツメ社 2005
- 『人から「好かれる性格」の共通点』新講社 2005　『「性格がいいね」といわれる人の共通点』ワイド新書
- 『「ちょいワル」たちの仕事の作法』新講社 2005　『「悪でスマート」な仕事術』ワイド新書
- 『3分でわかる心理学』大和書房 2005　のち文庫
- 『「得する人」「損する人」の話し方』新講社 2005 「人を傷つける話し方、人に喜ばれる話し方」ワック
- 『初対面から好かれる魔法の話し方』ぶんか社 2005
- 『3秒で「他人が読める」心理学』新講社 2005　『3秒で「他人の心」が読める本』ぶんか社文庫,『外見で「相手が読める」と上手くいく』ワイド新書
- 『すべての上司は「ムードメーカー」である』新講社 2005
- 『なぜか人から「認められる人」「無視される人」の心理術』新講社 2006 改題「なぜか人から「大切にされる人」「無視される人」」
- 『外見だけで人を見抜き、動かす技術』PHP研究所 2006
- 『人生がうまくいく魔法の言葉』法研 2006
- 『「言い方ひとつ」人の心を動かす会話力』新講社 2006　のちワイド新書
- 『好感度200%upの話し方』2006 ぶんか社文庫
- 『言葉は「ウラが読める」と面白い』新講社 2006 「上司の「考えておく」は、考える気がない。」ワック文庫,『「口のきき方」で人は9割わかる』ワイド新書
- 『ビジネスパーソンのための「言い訳」の技術』小学館 2006
- 『問題な人』PHP研究所 2006
- 『「人間関係」でもう悩まない！』新講社、2006　『人間関係が下手な自分を「なんとかしたい!」と思ったとき読む本』ワイド新書
- 『「好きな人に好かれる」心理学』新講社 2006　のちワイド新書
- 『図解シブヤ流ビジネスで使える心理の教科書』インデックス・コミュニケーションズ 2007
- 『心理学が面白いほどわかる本』河出書房新社 2007　改題『驚くほどわかりやすい心理学の本』
- 『「人からどう思われているか」がわかる本』こう書房 2007
- 『3倍「いい感じ!」と思われる人の法則』新講社 2007　『「感じのよさ」で人は評価される 仕事・職場・人間関係』ワイド新書
- 『この人の言っていることは本当か? ウソ・ハッタリを見抜く心理学』PHP研究所 2007
- 『あの人とイッキに距離を縮める本』2007 (ぶんか社文庫)
- 『3分でわかる恋愛心理学』大和書房 2007　のち文庫
- 『好感度no.1になる話し方』ベストセラーズ(ワニ文庫)2007
- 『部下を動かす心理学』PHP　2007　『「この人についていこう!」と思われるリーダーになる心理法則』
- 『「笑って話しかける」だけで人に好かれる法則』新講社 2007 『笑う力で「人間力」が10倍アップする』ワイド新書
- 『「口ぐせ」ひとつで他人が読める』新講社 2007　『ホンネがわかる「口ぐせ」心理学』中経の文庫
- 『食事を一緒にするだけでその人のすべてがわかる』新講社 2007　『一緒に食事をするだけでその人がわかる』ワイド新書
- 『「面接力」をつける』新講社 2007
- 『お酒の席で嫌がられる人好かれる人』新講社 2007
- 『人はあなたの「ここ」を見て判断する』新講社 2008　『靴とカバンを見ればその人がわかる』ワイド新書
- 『夢と目標を引き寄せる心理術 コミュニケーション能力を高めれば、成功への道は開ける!』こう書房 2008
- 『「交際下手」が直る本 オシャレなつきあいができる』新講社 2008 『「人づきあい」の上手い人下手な人』ワイド新書
- 『不思議なほど相手の心をつかむ話し方』ビジネス社 2008
- 『「聞く力」を200%活かしなさい』ぶんか社 2008　『好感度200% upの聞き方』文庫
- 『話上手で損をする!?話ベタでも得をする!!』日東書院本社 2008
- 『人から好かれる人の「見た目」術なぜか敬遠される人の「見た目」術』新講社 2008　『「見た目が上手い」と結果が出る』ワイド新書
- 『図解「見た目としぐさ」でホンネを見抜く心理学』PHP研究所 2008
- 『人を見抜く 人は必ず嘘をつく』経済界(リュウ・ブックスアステ新書)2008
- 『誤解だらけの夫婦の心理学』河出書房新社(Kawade夢新書)　2008
- 『「好かれる」ヒント「嫌われる」理由』新講社 2008　『好かれる力』ワイド新書
- 『イラッとくる人 不機嫌な人間関係を変える心理学』PHP研究所 2008　改題「めんどくさい人」の取り扱い方法』
- 『おもしろ「なわばり」行動学』新講社 2009　『「人との距離感」が上手い人下手な人』ワイド新書
- 『面白くてよくわかる!人間関係の心理学』アスペクト 2009
- 『「婚活」の作法』東邦出版 2009
- 『笑って「老い」を楽しもう』ぶんか社 2009　『「老い」の作法』成美文庫
- 『女を見抜く 女は必ず、嘘をつく』経済界(リュウ・ブックスアステ新書)2009
- 『外見だけで性格を見抜く技術』幻冬舎 2009
- 『男を見抜く 男は必ず、操れる』経済界リュウ・ブックスアステ新書 2009
- 『面白いほどよくわかる!心理学の本』西東社 2009　改題『いちばんやさしい心理学の本』
- 『面白くてよくわかる!人間関係の心理学 家庭、会社、仕事の対人関係がラクになる大人の教科書』アスペクト 2009
- 『上司を見抜く部下を見抜く できる奴ほど嘘をつく』経済界・リュウ・ブックスアステ新書 2009
- 『「人を傷つけない話し方」の上手い人下手な人』新講社 2009　『人を傷つける「言い方」元気にする「言い方」』ワイド新書
- 『1分で人を見抜く心理術』大和書房 2010
- 『思わず相手に「うん」と言わせる心理学 他人をコントロールする52のワザ』宝島社 2010
- 『心を動かす あの人も「味方」になる』経済界リュウ・ブックスアステ新書 2010
- 『誰でも簡単に説得できる話し方』2010 ぶんか社文庫
- 『「見た目」で9割わかる心理術！』三笠書房、2010　『「見た目」だけで心の9割がわかる!』王様文庫
- 『人前であがらない技術』2010 ロング新書
- 『その頑張り方、間違ってます 会社に必要な人材と思わせる心理学』産経新聞出版,日本工業新聞社(発売)2011
- 『面白いほどよくわかる!他人の心理学』西東社 2012　改題『いちばんやさしい他人の心理学の本』
- 『「さりげない気づかい」ができる人できない人』青春出版社 青春新書PLAY BOOKS 2012
- 『なぜ、あの人の話に人はうなずくのか 仕事に役立つ武器としての心理学』アーク出版 2012
- 『人を動かす心理学 相手の感情スイッチをオンにして思い通りの結果を手に入れる62の方法』ダイヤモンド社 2012
- 『人には聞けない恋愛心理学入門』かんき出版 2012
- 『「人の心」が手に取るようにわかる心理学』三笠書房王様文庫 2012
- 『60歳からの人生を愉しむ心理学』日本実業出版社 2012
- 『イライラがなくなる人付き合いのコツ』晋遊舎新書 2013
- 『面白いほどよくわかる!自分の心理学』西東社 2013
- 『面白いほどよくわかる!恋愛の心理学』西東社 2013
- 『感じのいい人わるい人の話し方』新講社 2013 『感じのいい話し方悪い話し方』ワイド新書
- 『「気おくれ」しない7つの習慣』河出書房新社 2013
- 『今日から使える心理学 渋谷先生の一度は受けたい授業 スッキリわかる!』ナツメ社 2013
- 『癖の心理学 人のクセみて我がクセなおせ』東京堂出版 2013
- 『「伝わらない」話し方「伝わる」話し方』新講社 2013 『「伝える力」が身につく本』ワイド新書
- 『人の心が読みとれる心理学入門』かんき出版 2013
- 『本当の自分が見えてくる心理学入門』かんき出版 2013
- 『「身近な人」との人間関係がラクになる心理学』大和書房 2013
- 『あなたが嫌われるのは、そのクセのせい。』マガジンハウス 2014
- 『思いのままに人を動かす心理学入門』かんき出版 2014
- 『面白いほどよくわかる!見ため・口ぐせの心理学』西東社 2014
- 『今日から使える人間関係の心理学 スッキリわかる! 渋谷先生の一度は受けたい授業』ナツメ社 2014
- 『心配ぐせの9割は人生に必要な知恵である 悩む人ほど強くなる、人生がうまくいく46のヒント』海竜社 2014
- 『電車の中を10倍楽しむ心理学』育鵬社, 扶桑社 (発売)2014
- 『人を見抜く 2 (一瞬で相手がわかる心理学)』経済界新書 2014
- 『人と人とは「ほめ言葉」がすべて 隠しぼめのススメ』新講社 2014
- 『メンタルで負けない自分になる本 ピンチをチャンスに変える心理学』だいわ文庫 2014
- 『AQ人生を操る逆境指数』東海教育研究所,東海大学出版会 2015 かもめの本棚
- 『老いを愉しむ 老境の心理学』角川新書 2015
- 『感情的にならない話し方のコツ イライラしない平常心の作り方』ぱる出版 2015
- 『「初対面」術 「最初の出会い」でほぼ決まる!』新講社 2015
- 『自信をつける心理学 緊張、イライラ、不安が消える』ロングセラーズ 2015
- 『「なぜかうまくいっている人」のちょっとした心理学』新講社 2015
- 『入社一年目の心理学 99%の人が知らない会社勤めの小さなコツ』日本文芸社、2015
- 「なぜかうまくいっている人」のちょっとした心理学』新講社, 2015.11
- 『「集中力」を一瞬で引き出す心理学』 (青春新書PLAY BOOKS ;青春出版社, 2016.11
- 『超一流の交渉力』電波社, 2016.2
- 『ビジネス心理戦に勝つ最強のスキル55』ぱる出版, 2016.2
- 『他人の心がわかる心理学用語事典 行動 表情 口グセで』 池田書店, 2016.2
- 『人の2倍ほめる本 頭のいい人悪い人のほめ言葉』WIDE SHINSHO  新講社, 2016.3
- 『自分を成長させる悩む力悩まない力』ぱる出版, 2016.5
- 『なぜ、この人はいつも「平常心」なのか』新講社, 2016.6
- 『言いたいことを言いまくっても、好かれる方法』宝島社, 2017.3
- 『人の2倍見抜く本 人間観察のヒント』WIDE SHINSHO  新講社, 2017.6
- 『フラリーマンの心理を読む :帰る夫のつくりかた』毎日新聞出版, 2018.6
- 『怖いくらい人を動かせる心理操作』三笠書房, 2018.9
- 『話し方だけであなたの人生が変わる』WIDE SHINSHO ; 新講社, 2019.1
- 『自分と他人のホンネがわかる心理学 図解・超入門』ディスカヴァー・トゥエンティワン, 2019.12                                                                                                 *『「叱る人」より「ほめる人」 :「自分をほめる」「人をほめる」と、なぜいいか?』WIDE SHINSHO ; 新講社, 2019.8                                  *『すぐやる人にすぐ変われる心理習慣 : 先のばしの"まさかの原因"を退治する!』河出書房新社, 2019.9
- 『人を傷つける話し方ほっとさせる話し方』 (WIDE SHINSHO  新講社, 2020.2                                                                                                                                                                   *『好かれる人は「すごく」「とても」の使い方がうまい』WAC BUNKO ワック, 2021.7

### 共著編著
- 『おもしろ心理学ゼミナール 自分がわかる他人がわかる』正続 渋谷園枝共著 山海堂 1987-1988
- 『暮しの中の心理学Q&A 自分発見他人理解』（編著）山海堂(アポロシリーズ)　1989
- 『頭にやさしい会社読本 人間関係がよくなる話（編）同文書院(快楽脳叢書) 1991 改題「まろやかな人間関係」
- 『女と男のからくり心理学 あなたが知りたい異性のココロ･･･』渋谷園枝共著 雄鶏社 1993*『眠れぬ夜の心理学漫談 村野まさよし共著 ダイヤモンド社 1996
- 『手にとるように心理学用語がわかる本 小野寺敦子共著 かんき出版 2002
- 『手にとるように心理学がわかる本 小野寺敦子共著 かんき出版 2006
- 『人づきあいがラクになる80の言葉』編著 成美文庫 2013
- 『マンガでわかる心理学入門』マンガ: にしかわたく　池田書店 2014
- 『マンガでわかる人間関係の心理学』みずなともみ, サイドランチ マンガ 池田書店 2015

## 論文
- ≪CINI 渋谷昌三